# Trapig

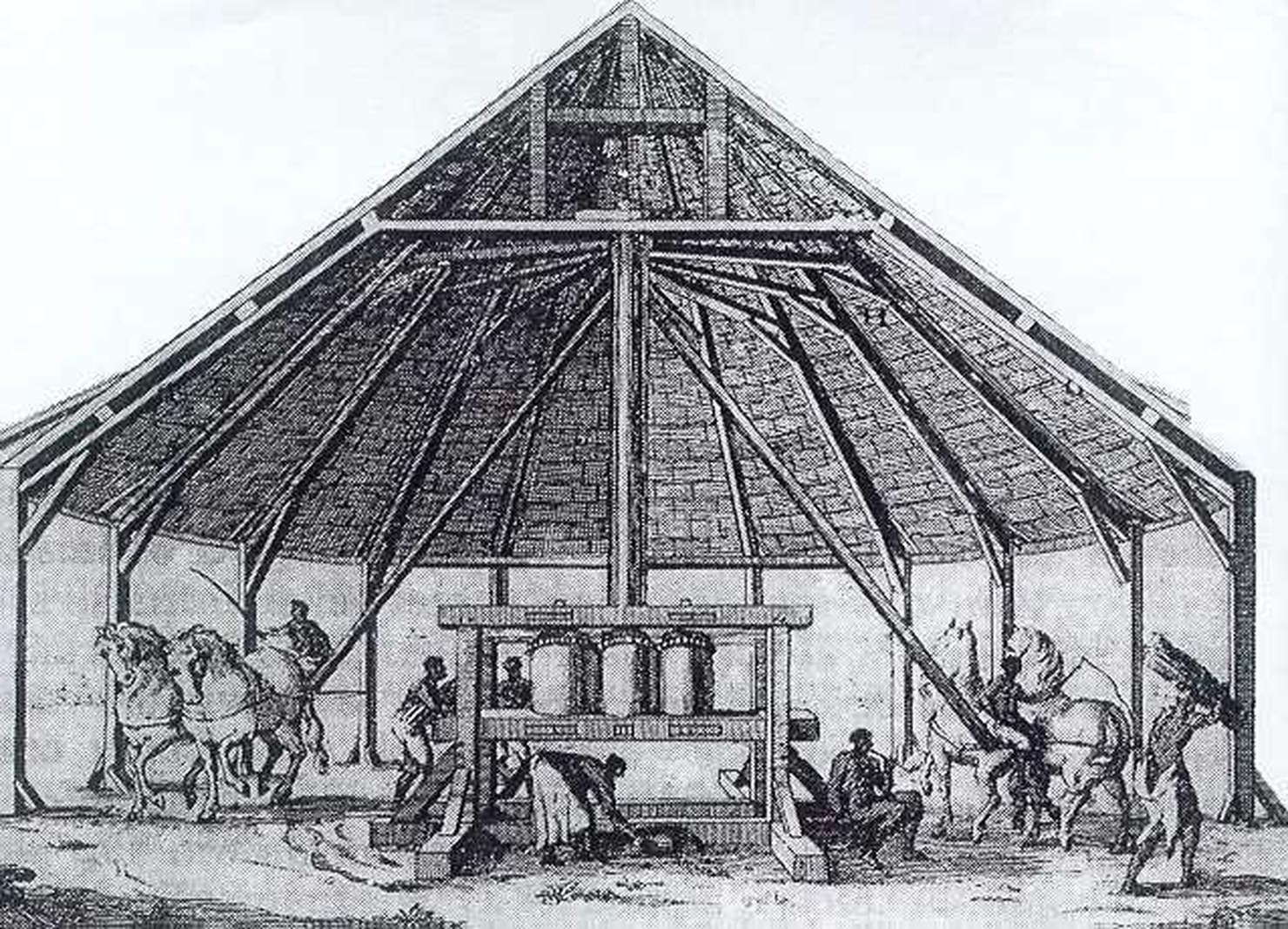
Trapig a l'illa de La Hispaniola en un gravat del segle XVII

Un  trapig  és un molí utilitzat per tal d'extreure el suc de determinats fruits de la terra, com podria ser primer l'oliva i des de l'edat mitjana també de la canya de sucre. El mot prové del llatí trapētus (acusatiu: trapētum; trapētu, en llatí vulgar) que significa premsa d'oli. Via el sicilià trappitu passà als mossàrabs valencians, que li donaren la seva típica terminació en «-ič» i van fer entrar la paraula via català –trapig (Gandia, 1536), trapitz de canyamel (Mallorca, 1466)– a les altres llengües de la península Ibèrica com a trapiche. Als documents d'inici del segle quinze del ducat de Gandia s'utilitza l'expressió «trapig de canyamels», com una sinècdoque per a indicar tot el conjunt sucrer a causa del fet que el molí solia trobar-se al mig de les plantacions. Segons Herrera: «...es de notar que antiguamente no auia azucar, sino en Valencia...»

## Al País Valencià
A l'inici del segle xv, el comte d'Oliva importà de Sicília el mètode de conreu de la canya i les tècniques d'extreure'n el «çucre» amb l'ajut de mestres sucrers sicilians. Un cert Galceran de Vic, senyor de Xeresa, va construir el primer trapig a Gandia. El 1433 se'n compten ja quatre i a la fi del segle catorze. A la senyoria del Monestir de Valldigna es veié créixer els ingressos del seu trapig d'un 40% entre 1434 i 1502. Temptatives d'introduir el nou conreu a Castelló van ser menys exitoses. La cultura de la canya va ser un fet sobretot de la petita noblesa i de la burgesia, perquè els pagesos no estaven gaire motivats a canviar terres d'hort per cultura «industrial». Les companyies sucreres van haver de prendre en arrendament terres o incentivar propietaris burgesos a passar a la cultura de la canya.
A la segona meitat del segle xv Hug de Cardona i Gandia va cedir el monopoli de l'explotació del sucre a Gandia als negociants de la Magna Societas Alemannorum de Ravensburg. Vers l'any 1500 el sector donava feina a unes 500 persones i 220 animals. Pere Lluís de Borja en posseïa tres, i Ausiàs March en tenia un a Beniarjó.
Molts factors van contribuir al declivi dels trapigs i de la indústria sucrera de Gandia. Al segle XVI va aparèixer l'«enginy», un equip més eficient i ràpid. Va continuar amb l'augment de la competència de Madeira, de les Illes Canàries i de les Antilles que tenien un clima més idoni per a la canya. L'expulsió dels moriscos el 4 d'octubre de 1609 va ser el cop fatal a la indústria valenciana del sucre. Els moriscos eren els principals cultivadors de canya i la mà d'obra experta, pobles sencers quedaren buits. El decret de Felip III de Castella va ser un desastre per a la regió i conduí la casa ducal a la ruïna.
La majoria de les instal·lacions van desaparèixer. Hui només queden alguns vestigis materials d'antics trapigs i enginys que amb el curs del temps van ser reformats i immaterials en la toponímia, per exemple el Carrer Trapig a Gandia, la Plaça Trapig a Miramar i la Carrera Trapig a Xeresa. Malgrat això sembla que hui molta gent ha oblidat el passat gloriós de la indústria sucrera al ducat de Gandia fa sis-cents anys.

## A Sud-amèrica

### Per la canya de sucre

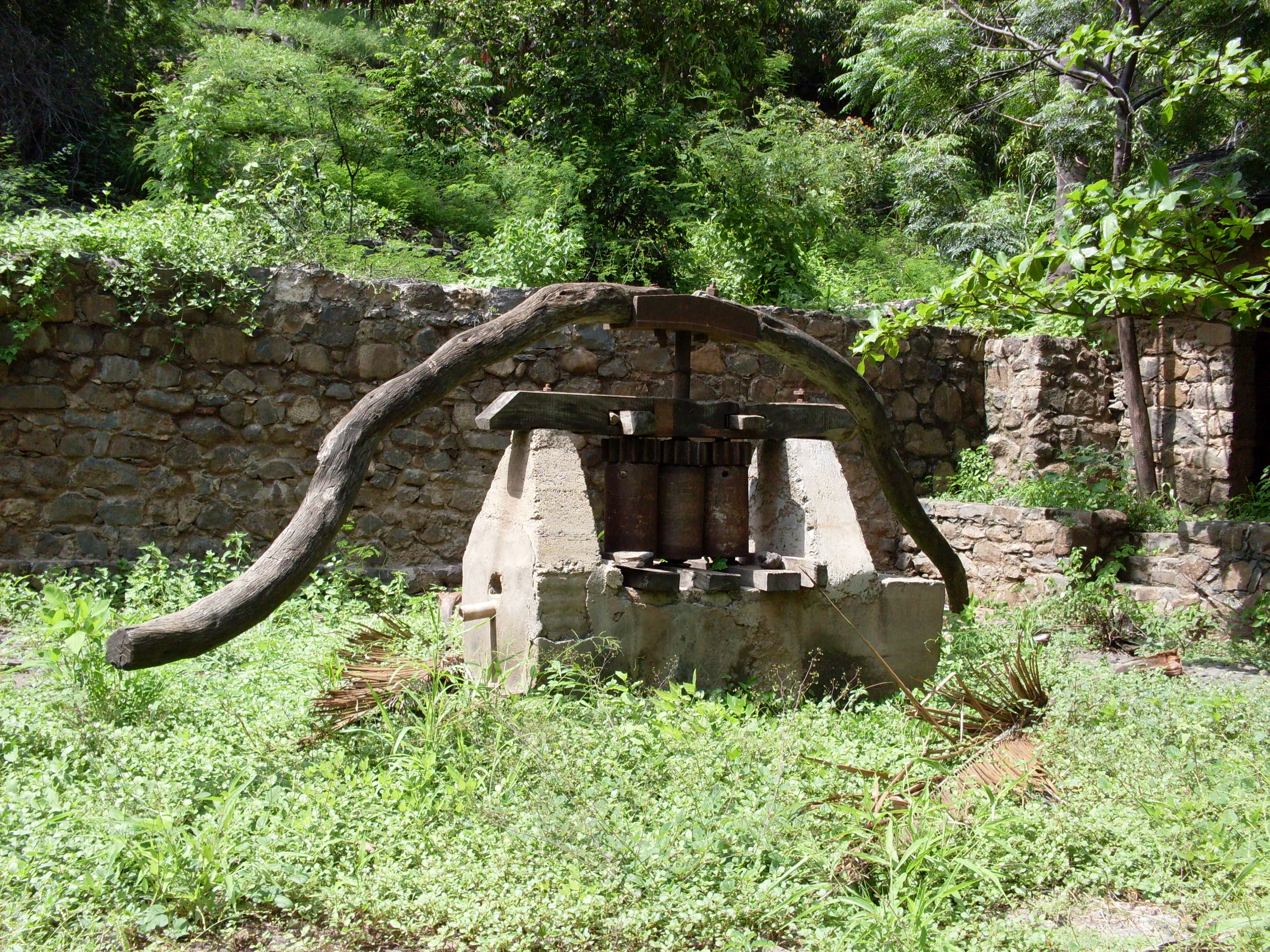
Trapig (molí de sucre tradicional).

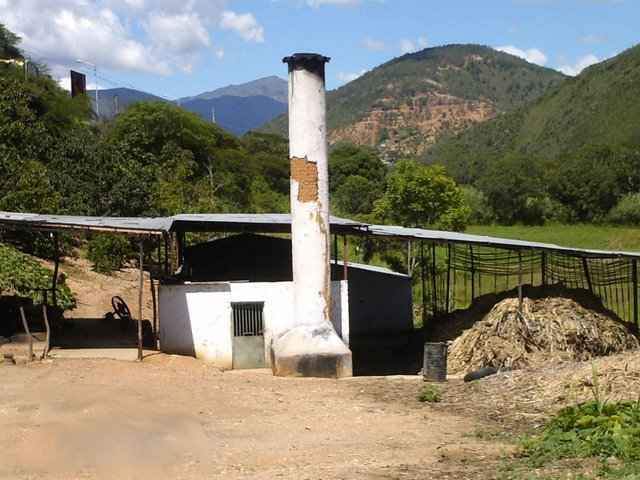
Trapig a Carache, Estat de Trujillo, Veneçuela.

Avui dia, la majoria dels enginys sucrers especialment de Brasil i Argentina, utilitzen un trapig per moldre la canya i extreure el suc de sucre. S'utilitza com a força motriu el vapor d'aigua. A Amèrica Llatina es veuen als carrers petits trapigs transportables manejats per una sola persona. Poden instal·lar-se gairebé en qualsevol lloc per produir suc de canya fresc. La seva fabricació és artesanal, amb engranatges de fusta.

## Trapigs a la mineria
En les regions mineres, els trapigs realitzaven la molta i la rentada de l'or fi, que de vegades era també recollit amb l'ajut del mercuri. A l'Argentina, Bolívia i Xile la paraula s'utilitza també per a un molí que redueix a pols els minerals. Al segle xvii, aquestes instal·lacions i la primera matèria (el mineral, els salaris, les despeses d'arrendament del lloc i de les aigües, les construccions…) necessitaven una inversió considerable i la majoria es trobaven en poder de famílies benestants de l'elit colonial.
Les instal·lacions que requeria un trapig, malgrat la seva simplicitat, eren prou costoses perquè només els més rics els poguessin habilitar. Les pedres de les moles, els salaris dels obrers encarregats de la molta, l'arrendament del lloc i de les aigües, les construccions, etc., feien que el seu cost fos elevat, i així la manca de trapigs assegurava una demanda permanent de treball per part dels particulars que no els posseïen i als quals se'ls cobrava un percentatge de metall per cada molta, anomenada maquila.
Per l'habilitació d'aquests trapigs era de vital importància l'existència d'aigua que permetia el seu funcionament, i en una regió on aquesta escassejava, no va ser fàcil equilibrar el seu ús entre els usuaris de labors agrícoles i els que destinaven l'aigua a usos miners.
D'altra banda, a causa dels mecanismes generals en què es desenvolupava la vida econòmica en les Colònies, els trapigs eren una inversió altament rendible, la percepció de metalls en pagament del seu ús oferia una font d'alta rendibilitat, en la mesura que estaven connectats al circuit comercial de l'or fora dels marges locals dels centres de producció. El 1808 es presentava al Tribunal de Mineria un contenciós per l'abús de consentir alguns amos dels trapigs moldre i treure metalls d'or i plata a qualsevol subjecte que no coneixien sense esbrinar d'on els havien tret ni qui era el propietari de la mina. Però per al mediocre només comptava la maquila, que representava el 50% del valor d'un calaix segons una estimació de mitjans del segle xviii.